# Uniwersytet w Linköping
Uniwersytet Linköping (szw. Linköpings universitet) – szwedzka publiczna szkoła wyższa w Linköping. Początki uczelni sięgają lat sześćdziesiątych, ale miano uniwersytetu uzyskała dopiero w 1975 roku. Uniwersytet Linköping ma trzy kampusy. Kampus Valla, położony w Linköping, jest największy. W Linköping jest także kampus „amerykański” (US to szwedzki skrót od Szpitala Uniwersyteckiego). W sąsiedniej miejscowości Norrköping jest trzeci kampus: kampus Norrköping. Uniwersytet miał w 2007 roku 26757 studentów, doktorantów i 3500 pracowników.